# An Introduction to Ellie Goulding
An Introduction to Ellie Goulding es el primer extended play de la artista inglesa Ellie Goulding, lanzado exclusivamente en iTunes el 20 de diciembre de 2009 por Polydor Records. Fue lanzado poco después de que Goulding fuera nominada por la BBC Sound en 2010, la cual finalmente ganó.

## Lista de canciones
| Edición británica |                                             |                           |          |  |
| N.º               | Título                                      | Escritor(es)              | Duración |  |
| 1.                | «Under the Sheets»                          | Ellie Goulding, Starsmith | 3:47     |  |
| 2.                | «Wish I Stayed»                             | Goulding                  | 4:02     |  |
| 3.                | «Wish I Stayed» (Acoustic Version – video)  | Goulding                  | 3:57     |  |
| 4.                | «Roscoe» (Acoustic Version – video)         | Tim Smith                 | 3:27     |  |
| 5.                | «An Introduction to Ellie Goulding» (video) |                           | 2:34     |  |

| Edición estadounidense |                                      |                                       |          |  |
| N.º                    | Título                               | Escritor(es)                          | Duración |  |
| 1.                     | «Starry Eyed»                        | Ellie Goulding, Jonny Lattimer        | 2:56     |  |
| 2.                     | «Guns and Horses»                    | Goulding, John Fortis                 | 3:34     |  |
| 3.                     | «The Writer» (Live Acoustic Version) | Goulding, Lattimer                    | 4:12     |  |
| 4.                     | «Lights»                             | Goulding, Richard Stannard, Ash Howes | 4:04     |  |